# Myrna Loy
Myrna Loy (Radersburg, Montana, Estats Units, 2 d'agost de 1905 − Nova York, 14 de desembre de 1993) va ser una actriu estatunidenca.
Va ser anomenada la «la reina de Hollywood» o també « l'esposa ideal» durant els anys 30. Va ser un model femení en aquesta època. La majoria dels homes van voler casar-se amb ella i les dones van voler assemblar-se-li. Alguns actors americans l'acosaven per passar una nit amb ella. Va continuar sent discreta amb la seva vida privada, tot i que els tabloides en volien saber més. Va estar casada quatre vegades, no va tenir fills, va portar una carrera prestigiosa i es va dedicar a obres socials.

## Biografia

### Infantesa i començaments
Myrna Loy va néixer Myrna Adele Williams a Radersburg (Montana) (prop d'Helena), filla d'Adelle Mae (nascuda Johnson) i del ranxer David Franklin Williams. El seu pare li va posar Myrna en referència al nom d'una estació d'estació que li va agradar. També era banquer, promotor immobiliari i escollit per l'Estat de Montana. La seva dona va estudiar música a l'American Conservatory of Music de Chicago.
Després de la mort de David Franklin Williams, la família es va traslladar a Culver City. Myrna Williams va fer els seus estudis a Westlake School, una escola per a noies i va estudiar dansa. La seva mare la va inscriure després a la Venise High School. Als 15 anys, va aparèixer en escena en petites obres locals.
El 1921, va posar per a la realització d'una estàtua esculpida per Harry Winebrenner per adornar l'entrada de l'escola Venise High School. L'estàtua ha estat destrossada moltes vegades. Va ser reconstruïda. Va marxar de l'escola als 18 anys per ajudar econòmicament la seva família.
El fotògraf Henry Waxman es va fixar en ella i en va parlar a Rodolfo Valentino. Aquest últim va enviar la seva dona Natacha Rambova per fer-li una prova. Va obtenir un paper de figurant a Pretty Ladies, al costat de Joan Crawford. Les dues dones faran amistat.
Va figurar en What Price Beauty ? i ho va aprofitar per agafar un pseudònim per aparèixer d'aleshores endavant sota el nom de Myrna Loy. Va obtenir igualment un petit paper a The Jazz Singer el 1927 que és coneguda com la primera pel·lícula parlada de la història del cinema. Del període mut fins al començament del parlat, Myrna Loy serà confinada en papers de vamps asiàtiques com La Màscara D'or o també Tretze dones, així com a papers de dones fatals com The Animal Kingdom. També en pel·lícules més orientals com The Black Watch de John Ford el 1929.

## Els anys 1930

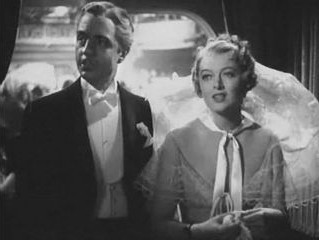
William Powell i Myrna Loy, la parella ideal de Hollywood, a The Great Ziegfeld

Al començament dels anys 30, la carrera cinematogràfica de Myrna Loy va ser prolífica. Cal destacar Under a Texas Moon de Michael Curtiz, Arrowsmith de John Ford, Night Flight de Clarence Brown o també Broadway Bill de Frank Capra.
El 1934, Myrna Loy obté un paper conseqüent a Manhattan Melodrama, al costat de Clark Gable i William Powell. El gàngster John Dillinger, que era un admirador de Loy, va ser abatut després d'haver vist la pel·lícula al Teatre Biograph, a Chicago. El mateix any va ser encara davant de Clark Gable a Men in White. Un vespre mentre que l'actor l'acompanyava a casa seva en cotxe, va intentar abraçar-la mentre que la seva dona Ria era a prop. Myrna Loy va rebutjar les seves insinuacions i es va negar a cedir als seus capricis.
En aquella època, Myrna Loy va ser objecte del desig per part d'alguns actors de Hollywood. John Barrymore que va ser el seu company a Topazi, va anar al seu darrere debades. Cas idèntic per a Clark Gable. Va ser, llavors, el torn de Leslie Howard a The Animal Kingdom.
Durant el rodatge d'una pel·lícula el 1933 The Barbarian, va fer amistat amb Ramon Novarro. La seva entesa era tan perfecta fora del rodatge que els tabloides i els estudis van creure que tenien una relació, cosa improbable per la l'homosexualitat de Novarro. La producció va posar-se en marxa per intentar unir els dos actors abans d'admetre el seu error.
Loy va ser contractada pel paper de Nora Charles a The Thin Man, segons una novel·la de Dashiell Hammett - durant el 1934. El director W.S. Van Dyke la va retenir després d'haver-se adonat que ella tenia un sentit de l'humor que les seves pel·lícules precedents no havien revelat. En una recepció a Hollywood, la va empènyer a una piscina per provar la seva reacció i es va sorprendre de la seva reacció més aviat alegre. Exactament les qualitats necessàries per al paper.
La pel·lícula va ser un èxit immens al box-office de Hollywood, i va ser nominat per a l'Oscar de la millor pel·lícula. La sèrie dels Thin Man va donar lloc a cinc altres pel·lícules amb els dos actors. La crítica va lloar el talent de Myrna Loy en el registre de la comèdia. Ella i el seu company William Powell van formar una de les parelles més populars a la pantalla i van aparèixer junts a catorze pel·lícules. Va encadenar llavors amb Broadway Bill, sempre el mateix any, de Frank Capra. Des de llavors, es va guanyar una notorietat gràcies al seu estatus d'esposa ideal de Hollywood. Sobre la marxa, va refusar un projecte de Louis B. Mayer: Va succeir una nit al costat de Clark Gable.
Durant l'any 1935, va tenir alguns conflictes amb la MGM per exigències salarials. Va fer un sojorn a Europa i va tornar per no rodar més que dues pel·lícules: Ales en la nit amb Cary Grant, pel·lícula produïda per Arthur Hornblow Jr, amb qui es casarà l'any següent; i Whipsaw, el rodatge de la qual va ser mogut a causa d'ella. Es va rodar una escena on va aparèixer sense maquillatge, els cabells hirsuts a causa del conflicte precedent. Finalment, l'escena va ser tallada al muntatge. Llavors el seu company Spencer Tracy - que n'estava, d'ella – la va acosar fora del rodatge. Es va mostrar hermètica abans de cedir a les seves insinuacions. Tanmateix, per evitar un escàndol, aconsegueix amagar hàbilment la relació.

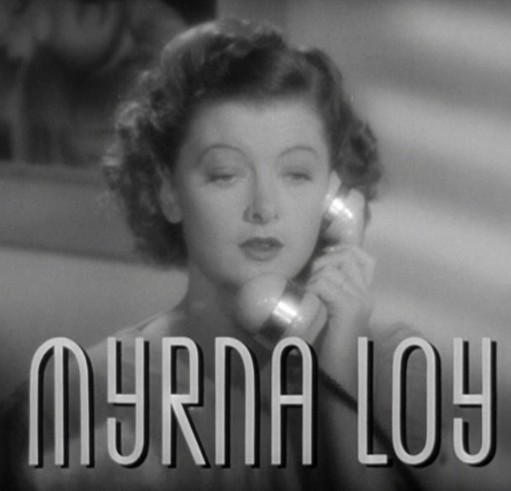
Myrna Loy a Another Thin Man

 Va retrobar el camí de l'èxit amb The Great Ziegfeld (1936), on va destacar al paper de Billie Burke al costat de William Powell. A continuació va fer Petticoat Fever i Libeled Lady on la producció va posar un cartell prestigiós Myrna Loy-William Powell-Spencer Tracy-Jean Harlow. Un rodatge relaxat, entre amics, que li va permetre fer front, una vegada més, al seu company fetitxe William Powell i Jean Harlow. Amb discreció, va reprendre la seva relació amb Spencer Tracy de manera breu. Va retrobar Clark Gable en un drama històric (Parnell), un drama (Test Pilot) i dues comèdies Too Hot to Handle i Wife vs. Secretary. És en aquest registre que es va assentar més gràcies a pel·lícules com Double Wedding , o també Man-Proof al costat de Rosalind Russell i Franchot Tone.
En paral·lel, va continuar la sèrie dels Thin Man amb William Powell: After the Thin Man, Another Thin Man i Shadow of the Thin Man. No va oblidar el registre dramàtic amb The Rains Came al costat de Tyrone Power.

## La guerra
Myrna Loy va deixar la seva carrera entre parèntesis per aportar la seva contribució a l'esforç de guerra, com van fer moltes personalitats de Hollywood, i es va implicar al costat de la Creu Roja. Va posar-se l'uniforme militar i va participar en la col·lecta de fons per sostenir Navals Auxiliary Canteen, que asseguraven moments de distensió als soldats. Va participar igualment en programes de diversió en hospitals militars americans. Mentrestant, es va divorciar d'Arthur Hornblow Jr, el 1942, després de sis anys de vida comuna (la parella estava separada des de feia alguns anys) i es va casar amb John Hertz amb qui també va tenir problemes i es va divorciar el 1944.

## La postguerra
El 1944, va fer la seva tornada al cinema amb The Thin Man Goes Home i treballarà dos anys més tard al costat de Fredric March en el mític Els millors anys de la nostra vida on va interpretar el paper de l'esposa d'un militar que s'ha de readaptar a la vida civil després de la guerra. El 1946, es va casar amb el guionista i productor Gene Markey. Una unió que acabarà en un nou divorci el 1949. El 1947, apareix per l'última vegada al costat de William Powell a Song of the Thin Man que serà l'última part de la sèrie dels Thin man. Va interpretar en dues comèdies: The Bachelor and the Bobby-Soxer amb Cary Grant i Shirley Temple, Els Blandings ja tenen casa, sempre amb Cary Grant, i un western amb Robert Mitchum: The Red Pony.

## Els anys 50 i fi de carrera

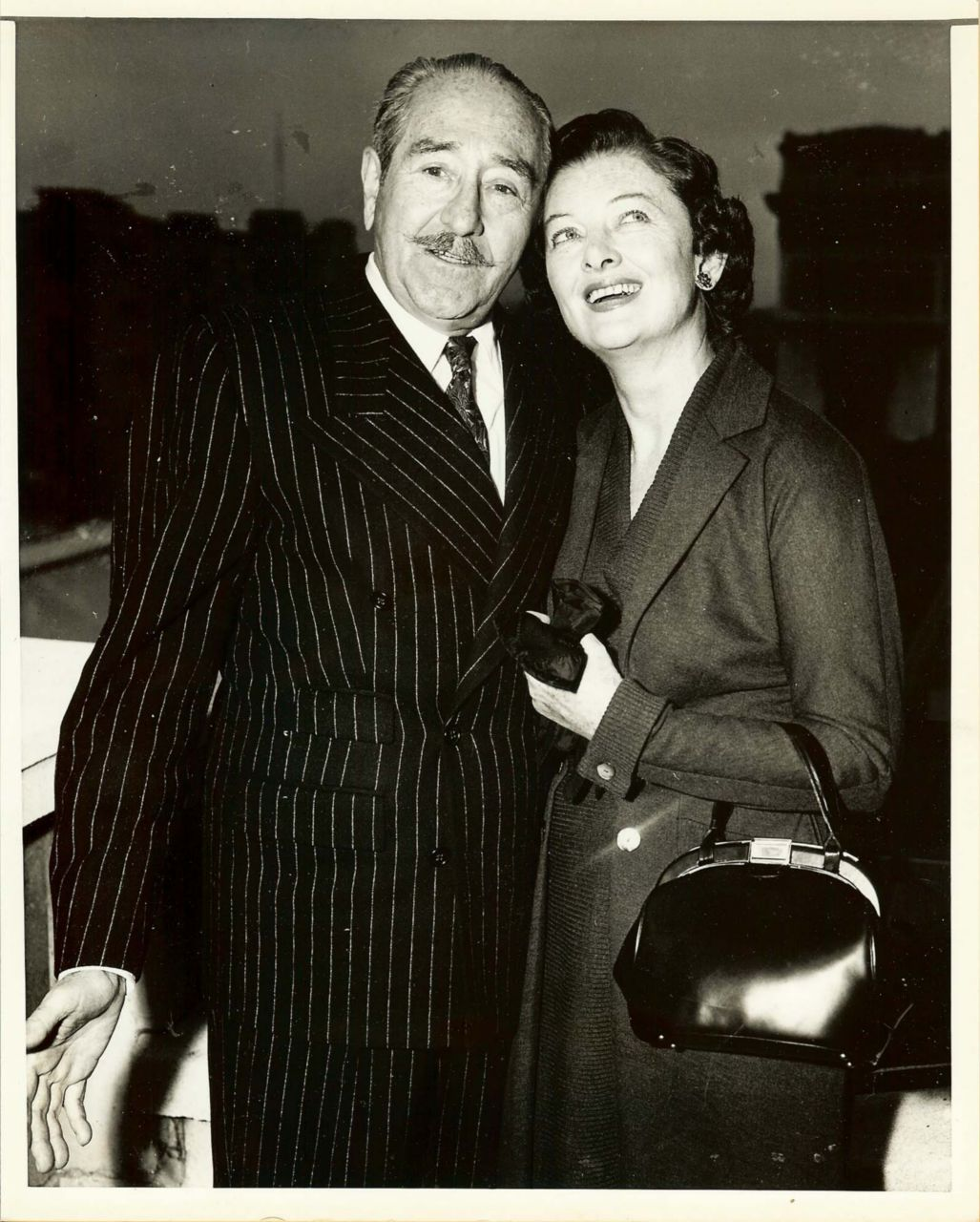
Adolphe Menjou i Myrna Loy a The Ambassador's Daughter

La seva carrera cinematogràfica es va espaiar, pel seu compromís polític i per actuacions teatrals i televisives. A destacar un quart matrimoni el 1951 amb un membre de la UNESCO, Howland H. Sergeant, que acabà en un nou divorci el 1959.
Entre les seves pel·lícules, dues comèdies: Cheaper by the Dozen amb Clifton Webb i Belles on their Toes, després un drama Lonelyhearts amb Montgomery Clift. Just Tell Me What You Want realitzat el 1980 per Sidney Lumet va ser la seva última pel·lícula.
El 1987, va publicar la seva autobiografia Myrna Loy, Being and Becoming abans de rebre el 1991, un Oscar honorífic pel conjunt de la seva carrera. El 14 de desembre de 1993, mor durant una operació de cirurgia. Va ser incinerada i les seves cendres reposen al cementiri Forestvale, a Helena, Montana.

## Vida personal

### Matrimonis
- 1936-1942: Arthur Hornblow, Jr., productor (divorci)
- 1942-1944: John Hertz Jr. de la família Hertz (divorci)
- 1946-1950: Gene Markey, productor i guionista (divorci)
- 1951-1960: Howland H. Sergeant, delegat de la UNESCO (divorci)

### Relació amorosa i rumors
- Myrna Loy va tenir una relació amb Spencer Tracy durant el rodatge de Whipsaw el 1935, en el major secret i un any més tard a la pel·lícula següent Libeled Lady. Per evitar tot escàndol que l'hauria pogut perjudicar mentre que gaudia d'una bona reputació a Hollywood, aconsegueix amagar-la durant llargs anys, fins que va ser revelat després de la seva mort.[15][17]
- Rumors d'una relació amb Leslie Howard durant el rodatge de The Animal Kingdom el 1932. Els dos actors sempre han negat qualsevol embolic però un documental realitzat recentment sobre l'actor britànic el mostra flirtejant obertament amb l'actriu.[18]
- Myrna Loy, segons altres rumors, hauria tingut igualment una relació amb Juan Torena, un antic futbolista esdevingut actor.[cal citació]

## Al voltant de l'artista
- Myrna Loy es va quedar embarassada d'Arthur Hornblow Jr. abans del seu matrimoni amb ell. No havent-se divorciat encara Hornblow de la seva primera dona, es va decidir avortar. No va tenir doncs fills però va ser molt prop d'un fill del seu primer marit.[19]
- A Loy li van fer dues mastectomies el 1975 i 1979, però va sobreviure a un càncer de mama.
- Va ser membre de la UNESCO de 1949 a 1954. Va treballar igualment amb el Comitè nacional contra la violència a les dones i va objectar que els negres havien de deixar de ser utilitzats en papers de criats.[20]
- Membre d'American Place Theatre, destinat a sostenir els nous talents.
- El pseudònim de Loy li va ser suggerit per l'escriptor Paul Cain.
- Va manifestar fàstic pel règim nazi, cosa que li va suposar figurar a la llista negra de Hitler.[20]
- Va ser l'objecte d'un desig particular de part d'actors d'anomenada com John Barrymore o Clark Gable que van córrer en va darrere d'ella.
- Va ser l'actriu preferida de Franklin D. Roosevelt.[16]
- Clark Gable i Myrna Loy van rebre respectivament, el 1937, el títol honorífic de Rei i Reina de Hollywood.[21]
- Té una estrella amb el seu nom al famós Passeig de la Fama de Hollywood.
- Li agradava explicar: «Com esposa perfecta que jo sóc - al·ludint al seu paper-tipus d'esposa ideal - m'he casat quatre vegades, m'he divorciat quatre vegades, no tinc fills i sóc incapaç de ferrar un ou. »
- Entre els seus lleures: l'escultura i el ball.
- Entre els seus nombrosos sobrenoms: Minnie, donat per l'actor William Powell.

## Filmografia

### Anys 1920

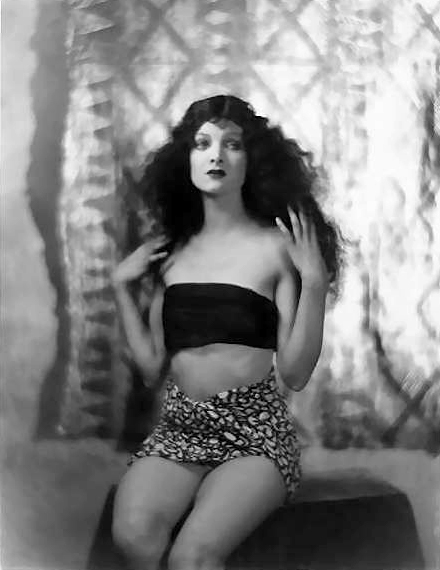
Myrna Loy a Across the Pacific, 1926

- 1925: What Price Beauty? de Tom Buckingham: Vamp
- 1925: The Wanderer de Raoul Walsh: Corista al Baccanal
- 1925: Pretty Ladies de Monta Bell
- 1925: Sporting Life de Maurice Tourneur: corista
- 1925: Ben-Hur: A Tale of the Christ de Fred Niblo: Hedonist
- 1926: The Caveman de Lewis Milestone: Maid
- 1926: The Love Toy de Erle C. Kenton
- 1926: Why Girls Go Back Home de James Flood: Sally Short
- 1926: The Gilded Highway de J. Stuart Blackton: Inez Quartz
- 1926: Exquisite Sinner de Josef von Sternberg: Living statue
- 1926: So This Is Paris d'Ernst Lubitsch: Maid
- 1926: Don Juan d'Alan Crosland: Mai, Lady in Waiting
- 1926: Across the Pacific de Roy Del Ruth: Roma
- 1926: The Third Degree de Michael Curtiz
- 1927: Finger Prints de Lloyd Bacon: Vamp
- 1927: When a Man Loves d'Alan Crosland: Convicte
- 1927: Bitter Apples de Harry O. Hoyt: Belinda White
- 1927: The Climbers de Paul Stein: Contessa Veya
- 1927: Simple Sis de Herman C. Raymaker: Edith Van'
- 1927: The Heart of Maryland de Lloyd Bacon: Mulatta
- 1927: A Sailor's Sweetheart de Lloyd Bacon: Claudette Ralston
- 1927: The Jazz Singer d'Alan Crosland: corista
- 1927: The Girl from Chicago de Ray Enright: Mary Carlton
- 1927: If I Were Single de Roy Del Ruth: Joan Whitley
- 1927: Ham and Eggs at the Front de Roy Del Ruth: Fifi
- 1928: Beware of Married Men d'Archie Mayo: Juanita Sheldon
- 1928: A Girl in Every Port de Howard Hawks: Girl in China
- 1928: Turn Back the Hours de Howard Bretherton: Tiza Torreon
- 1928: The Crimson City d'Archie Mayo: Isobel / State Street Sadie
- 1928: Pay as You Enter de Lloyd Bacon: Yvonne De Russo
- 1928: State Street Sadie de Archie Mayo: Isobel
- 1928: The Midnight Taxi de John G. Adolfi: Gertie Fairfax
- 1928: Noah's Ark de Michael Curtiz: Ballarina / corista
- 1929: Fancy Baggage de John G. Adolfi: Myrna
- 1929: Hardboiled Rose de F. Harmon Weight: Rose Duhamel
- 1929: The Desert Song de Roy Del Ruth: Azuri
- 1929: The Black Watch de John Ford: Yasmani
- 1929: The Squall d'Alexander Korda: Nubi
- 1929: The Great Divide de Reginald Barker: Manuella
- 1929: Evidence de John G. Adolfi: Corista
- 1929: The Show of Shows de John G. Adolfi: What Became of the Floradora Boys' and 'Chinese Fantasy numbers

### Anys 1930
- 1930: Cameo Kirby d'Irving Cummings: Lea

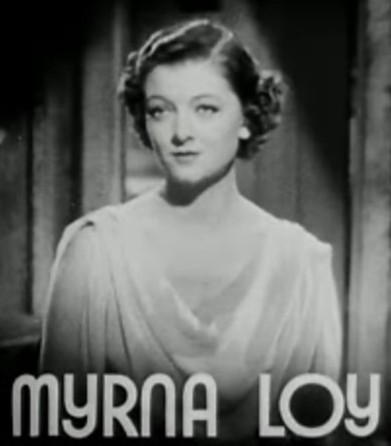
Petticoat Fever (1936)

- 1930: Isle of Escape de Howard Bretherton: Moira
- 1930: Under a Texas Moon de Michael Curtiz: Lolita Romero
- 1930: Cock o' The Walk de Walter Lang i Roy William Neill: Narita
- 1930: Bride of the Regiment de John Francis Dillon: Sophie
- 1930: The Last of the Duanes d'Alfred Werker: Bland's wife
- 1930: The Jazz Cinderella de Scott Pembroke: Mildred Vane
- 1930: The Bad Man de Clarence G. Badger
- 1930: Renegades de Victor Fleming: Eleanore
- 1930: The Truth About Youth de William A. Seiter: Kara - the Firefly
- 1930: Rogue of the Rio Grande de Spencer Gordon Bennet: Carmita
- 1930: The Devil to Pay! de George Fitzmaurice: Mary Crayle
- 1931: The Naughty Flirt d'Edward F. Cline: Linda Gregory
- 1931: Body and Soul d'Alfred Santell: Alice Lester
- 1931: A Connecticut Yankee de David Butler: Morgan le Fay
- 1931: Hush Money de Sidney Lanfield: Flo Curtis
- 1931: Rebound d'Edward H. Griffith: Evie Lawrence
- 1931: Transatlantic de William K. Howard: Kay Graham
- 1931: Skyline de Sam Taylor: Paula Lambert
- 1931: Consolation Marriage de Paul Sloane: Elaine Brandon
- 1931: Arrowsmith, de John Ford: Joyce Lanyon
- 1932: Emma de Clarence Brown: Contessa Isabelle 'Izzy' Smith Marlin
- 1932: Vanity Fair de Chester M. Franklin: Becky Sharp
- 1932: The Wet Parade de Victor Fleming: Eileen Pinchon
- 1932: The Woman in Room 13 de Henry King: Sari Loder
- 1932: New Morals for Old de Charles Brabin: Myra
- 1932: Love Me Tonight de Rouben Mamoulian: Contessa Valentine
- 1932: Thirteen Women de George Archainbaud: Ursula Georgi
- 1932: The Mask of Fu Manchu de Charles Brabin: Fah Lo See
- 1932: The Animal Kingdom d'Edward H. Griffith: Cecilia 'Cee' Henry Collaret
- 1933: Topaze de Harry d'Abbadie d'Arrast: Coco
- 1933: The Barbarian de Sam Wood: Diana 'Di' Nivell
- 1933: When Ladies Meet de Harry Beaumont: Mary Howard
- 1933: Penthouse de W.S. Van Dyke: Gertie Waxted
- 1933: Night Flight de Clarence Brown: Wife of Brazilian pilot
- 1933: The Prizefighter and the Lady de W.S. Van Dyke: Belle Mercer Morgan
- 1934: Men in White de Richard Boleslawski: Laura Hudson
- 1934: Manhattan Melodrama de W.S. Van Dyke: Eleanor Packer
- 1934: The Thin Man de W.S. Van Dyke: Nora Charles
- 1934: Stamboul Quest de Sam Wood: Annemarie, àlies Fräulein Doktor and Helena Bohlen
- 1934: Evelyn Prentice de William K. Howard: Evelyn Prentice
- 1934: Broadway Bill de Frank Capra: Alice Higgins
- 1935: Ales en la nit (Wings in the Dark de James Flood: Sheila Mason
- 1935: Whipsaw de Sam Wood: Vivian Palmer
- 1936: Wife versus Secretary de Clarence Brown: Linda Stanhope
- 1936: Petticoat Fever de George Fitzmaurice: Irene Campton
- 1936: The Great Ziegfeld de Robert Z. Leonard: Billie Burke
- 1936: To Mary - with Love de John Cromwell: Mary Wallace
- 1936: Libeled Lady de Jack Conway: Connie Allenbury
- 1936: After the thin Man de W.S. Van Dyke: Nora Charles
- 1937: Parnell de John M. Stahl: Mrs. Katie O'Shea
- 1937: Double Wedding de Richard Thorpe: Margit 'Baby' Agnew
- 1938: Man-Proof de Richard Thorpe: Mimi Swift
- 1938: Test Pilot (Test Pilot) de Victor Fleming: Ann Barton
- 1938: Too Hot to Handle de Jack Conway: Alma Harding
- 1939: Lucky Night de Norman Taurog: Cora Jordan Overton
- 1939: The Rains Came de Clarence Brown: Lady Edwina Esketh
- 1939: Another Thin Man de W.S. Van Dyke: Nora Charles

### Anys 1940

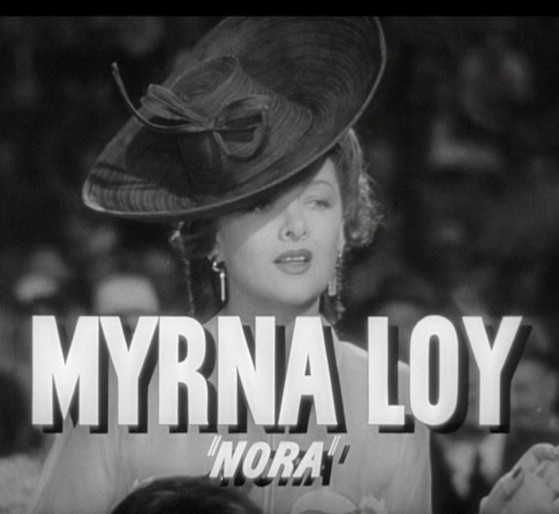
Myrna Loy al paper de Nora Charles a Shadow of the Thin Man (1941

- 1940: I Love You Again de W.S. Van Dyke: Katherine 'Kay' Wilson
- 1940: Third Finger, Left Hand de Robert Z. Leonard: Margot Sherwood Merrick
- 1941: Love Crazy de Jack Conway: Susan Ireland
- 1941: Shadow of the Thin Man de W.S. Van Dyke: Nora Charles
- 1944: The Thin Man Goes Home de Richard Thorpe: Nora Charles
- 1946: So Goes My Love de Frank Ryan: Jane
- 1946: The Best Years of Our Lives de William Wyler: Milly Stephenson
- 1947: The Bachelor and the Bobby-Soxer de Irving Reis: Judge Margaret Turner
- 1947: Song of the Thin Man de Edward Buzzell: Nora Charles
- 1947: The Senator Was Indiscreet de George S. Kaufman: Cameo (Mrs Ashton)
- 1948: Els Blandings ja tenen casa (Mr. Blandings Builds His Dream House) de H.C. Potter: Muriel Blandings
- 1949: The Red Pony de Lewis Milestone: Alice Tiflin
- 1949: That Dangerous Age de Gregory Ratoff: Lady Cathy Brooke

### Anys 1950
- 1950: Cheaper by the Dozen de Walter Lang: Mrs. Lillian Gilbreth
- 1952: Belles on Their Toes de Henry Levin: Mrs. Lillian Gilbreth
- 1956: La filla de l'ambaixador (The Ambassador's Daughter) de Norman Krasna: Mrs. Cartwright
- 1958: Lonelyhearts de Vincent J. Donehue: Florence Shrike
- 1959: Meet Me in St. Louis de George Schaefer (TV): Mrs. Smith

### Anys 1960 a 1980
- 1960: From the Terrace de Mark Robson: Martha Eaton
- 1960: Midnight Lace de David Miller: Beatrice ('Aunt Bea') Corman
- 1969: The April Fools de Stuart Rosenberg: Grace Greenlaw
- 1971: Death Takes a Holiday de Robert Butler (TV): Selena Chapman
- 1971: Do Not Fold, Spindle, or Mutilate de Ted Post (TV): Evelyn Tryon
- 1972: Columbo: Temporada 2 de Columbo, episodi 1: Étude in black (sèrie TV): Lizzy Fielding
- 1972: The Couple Takes a Wife de Jerry Paris (TV): Mrs. Flanagan (Mother)
- 1974: Indict and Convict de Boris Sagal (TV): Judge Christine Tayloy
- 1974: The Elevator de Jerry Jameson (TV): Amanda Kenyon
- 1974: Airport 1975 de Jack Smight: Mrs. Devaney
- 1977: It Happened at Lakewood Manor de Robert Scheerer (TV): Ethel Adams
- 1978: The End de Burt Reynolds: Maureen Lawson
- 1980: Just Tell Me What You Want de Sidney Lumet: Stella Liberti
- 1981: Summer Solstice de Ralph Rosenblum (TV): Margaret Turner

## Premis i nominacions
- 1979: premi per al conjunt de la carrera al NBR - National Board of Review.
- 1983: premi per al conjunt de la carrera al Los Angeles Film Critics Association Awards.
- 1991: premi per al conjunt de la carrera a l'AMPAS - Academy of Motion Picture Arts and Sciences
- 1991: Oscar honorífic.

## Biografies
- Myrna Loy. De Karyn Kay, Pyramid Publications 1977, New York.
- The Films of Myrna Loy. de Laurence J. Quirk. - Secaucus: Citadel Press, 1980.
- Myrna Loy: being and becoming. James Kotsilibas-Davis i Myrna Loy. Knopf edicions New York, 1987.